# GJan
Greta Jančytė, med artistnamnet GJan, född den 24 april 1995 i Vilnius, är en litauisk sångerska och låtskrivare.

## Karriär

### Second Riot
Mellan 2010 och 2011 var Jančytė del av det litauiska rockbandet Second Riot. Bandet släppte två låtar, Memories och Stalk innan Jančytė lämnade bandet sommaren 2011 på grund av meningsskiljaktigheter med de andra gruppmedlemmarna. 

### Solokarriär och debutalbum

#### 2012-2013
Greta Jančytės karriär tog fart tack vare YouTube. Den 9 april 2012 publicerade hon sin första solosingel Not Afraid på videoplattformen och videon, som släpptes under artistnamnet GJan, fick över 4 miljoner visningar. Hennes andra stora hit, Tattoo, släpptes den 2 december 2012 och fick över 2 miljoner visningar på YouTube. År 2012 nominerades GJan till priset för bästa musikvideo på M.A.M.A. Awards för låten Not Afraid men förlorade mot Jurga Šeduikytė. Året efter blev hon nominerad till bästa kvinnliga artist, även det på M.A.M.A. Awards.
Den 12 maj 2013 släppte hon sin tredje singel Need Your Love och den 17 november 2013 släpptes låten Now You. 

#### 2014
2014 tog Greta Jančytė ett sabbatsår för att avsluta sina studier.

#### 2015-2017
I början av 2015 publicerades en bild av omslaget till låten Nobody Around på GJans officiella Facebooksida och den 13 april gavs låten ut. En dag efter releasen hade Nobody Around nått förstaplatsen på den litauiska topplistan på iTunes. Låten, som distribuerades av GODIY Music, har bland annat använts i en reklam för Active O2-vatten i Tyskland. 
Hennes följande singel One More Drink släpptes samtidigt som musikvideon den 26 juli 2015 och den 4 augusti blev låten tillgänglig på iTunes. Fyra månader efter releasen av One More Drink meddelade GJan att hennes senaste singel Gossip snart skulle ges ut samt delade omslagsbilden som hon målat själv. Låten släpptes den 1 december 2015.
Drygt ett år senare, i slutet av november 2016, släppte hon singeln Wild. Därefter kom Wasn't Easy den 21 mars 2017 och Together den 4 oktober 2017, komplett med tillhörande musikvideo. De tre singlarna kom senare att bli spår 1, 9, respektive 10 på hennes debutalbum Do It som gavs ut i oktober 2017 via skivbolaget Global Records. Det genomgående temat för albumet är att det är nödvändigt att släppa det förflutna. Majoriteten av låtarna handlar om hur vi finner oss i oförståeliga och oförlåtliga situationer och de förändringar vi är rädda för men ändå måste göra. Albumet har 10 låtar varav två har gästartister, Love Triangle gästas av artisten Saint och låten Mountains av Gizzle. 
Den 10 november 2017 gav GJan ut sin första låt på litauiska, Paskui Tave. På releasedagen klättrade låten upp till en andraplats på litauiska iTunes top 100. Sångerskans fans har sedan hennes allra första show efterfrågat låtar på litauiska. Jančytė har i ett pressmeddelande sagt att det är en utmaning för henne att skriva samt sjunga låtar som inte är på engelska. Låten är endast tillgänglig i Litauen.

## Diskografi

### Studioalbum
| År   | Albuminformation                                                                              |
| ---- | --------------------------------------------------------------------------------------------- |
| 2017 | Do It - Släppt: 18 oktober 2017 - Skivbolag: Global Records - Format: CD, digital nedladdning |

### Singlar
| År   | Titel          | Topplacering | Album |
| År   | Titel          | LTU          | Album |
| ---- | -------------- | ------------ | ----- |
| 2012 | Not Afraid     | –            |       |
| 2012 | Tattoo         | –            |       |
| 2013 | Need Your Love | –            |       |
| 2013 | Now You        | –            |       |
| 2015 | Nobody Around  | 1            |       |
| 2015 | One More Drink | 10           |       |
| 2015 | Gossip         | 25           |       |
| 2016 | Wild           | 3            | Do It |
| 2017 | Wasn't Easy    | 2            | Do It |
| 2017 | Together       | 19           | Do It |
| 2017 | Paskui Tave    | 2            |       |

### Musikvideor
| År   | Titel          | Regissör       |
| ---- | -------------- | -------------- |
| 2012 | Not Afraid     | Rokas Jansonas |
| 2012 | Tattoo         | Rokas Jansonas |
| 2013 | Need Your Love | Rokas Jansonas |
| 2013 | Now You        | Rokas Jansonas |
| 2015 | One More Drink | Rokas Jansonas |
| 2016 | Wild           | Roman Burlaca  |
| 2017 | Wasn't Easy    | Bogdan Paun    |
| 2017 | Together       | Roman Burlaca  |

### Gästframträdanden
| År   | Titel           | Artist                 | Album |
| ---- | --------------- | ---------------------- | ----- |
| 2017 | Ar tu esi tas?  | Marijonas Mikutavičius |       |
| 2017 | All That I Need | Aquarius               |       |
| 2017 | Phone           | Witt Lowry             | ICNPT |

## Utmärkelser och nomineringar
| År   | Instiftare | Kategori               | Nominerat verk | Resultat  |
| ---- | ---------- | ---------------------- | -------------- | --------- |
| 2012 | M.A.M.A.   | Bästa musikvideo       | Not Afraid     | Nominerad |
| 2013 | M.A.M.A.   | Bästa kvinnliga artist | –              | Nominerad |
| 2016 | M.A.M.A.   | Bästa kvinnliga artist | –              | Nominerad |
| 2016 | M.A.M.A.   | Bästa musikvideo       | Wild           | Nominerad |